# 和歌山市
和歌山市（日语：／ Wakayama shi */?）是位於日本和歌山县北部的城市，為中核市，也是和歌山縣的縣廳所在地；現在的和歌山市土地面積僅占全和歌山縣約4%，但人口卻接近全縣的40%。轄區位於紀之川河口，西側以紀淡海峽與淡路島相隔。過去曾是江戶時代德川御三家之一的紀州德川家所治理的紀州藩城下町。
也因為城下町時期將武士居住的武家町以「丁」命名，一般居民居住的町人町以「町」命名，因此現在在市區中可以看到同時有「○○丁」和「○○町」的地名。

## 人口
| 和歌山市人口分布圖 |                                                 |  |
| 和歌山市與日本全國年齡別人口分布比較圖 （2005年資料） | 和歌山市的年齡、男女別人口分布圖 （2005年資料） |  |
| ■紫色是和歌山市 ■綠色是全国 | ■藍色是男性 ■紅色是女性                         |  |
| 和歌山市人口變化 \| 1970年 \| 365,267人 \| \| \| 1975年 \| 389,717人 \| \| \| 1980年 \| 400,802人 \| \| \| 1985年 \| 401,352人 \| \| \| 1990年 \| 396,553人 \| \| \| 1995年 \| 393,885人 \| \| \| 2000年 \| 386,551人 \| \| \| 2005年 \| 375,591人 \| \| \| 2010年 \| 370,364人 \| \| \| 2015年 \| 364,154人 \| \| \| 2020年 \| 356,729人 \| \| |                                                 |  |
| 資料來源：日本總務省統計中心提供之人口普查數據 |                                                 |  |
| 1970年 | 365,267人                                       |  |
| 1975年 | 389,717人                                       |  |
| 1980年 | 400,802人                                       |  |
| 1985年 | 401,352人                                       |  |
| 1990年 | 396,553人                                       |  |
| 1995年 | 393,885人                                       |  |
| 2000年 | 386,551人                                       |  |
| 2005年 | 375,591人                                       |  |
| 2010年 | 370,364人                                       |  |
| 2015年 | 364,154人                                       |  |
| 2020年 | 356,729人                                       |  |

## 歷史
位於現在和歌山市市區東側的岩橋地區有約建於5世紀至7世紀期間的岩橋千塚古墳群；8世紀時，傳說由來自中國唐朝的僧人為光在現在市區南側的名草山建立了紀三井寺。
在令制國時代，現在的和歌山市轄區屬於紀伊國名草郡、海部郡和那賀郡。16世紀戰國時代期間，在紀之川出海口南岸的雜賀崎地區一代的氏族發展出知名的傭兵集團雜賀眾，織田信長也曾在此發動雜賀征伐。
1585年豐臣秀吉完成紀州征伐後，封給其弟豐臣秀長紀伊國和和泉國的領地，並開始在此興建和歌山城，此地也因為成為和歌山城的城下町而開始發展；而和歌山城最初是由豐臣秀長的家老桑山重晴擔任城代，1596年再由其孫桑山一晴接任。
1600年關原之戰後，桑山一晴因戰功受封至大和新庄藩，改由淺野幸長擔任紀州藩藩主；1619年淺野氏改封至廣島藩後，改由德川家康的十子德川賴宣接任，並成為後來親藩大名中等級最高的德川御三家之一－紀伊德川家，此地也因為作為紀州藩的政治中心而逐漸繁榮。
19世紀末明治維新後，紀州藩改設為和歌山縣，1879年日本實施合郡區町村編制法，將和歌山城下町的區域設立為和歌山縣的次級行政區—和歌山區，1889年實施市制時，改設為和歌山市。
現在的和歌山市轄區在1889年的同時，還包括名草郡下的23個村、海部郡下的7個村及那賀郡下的1個村；這31個行政區劃自1920年代起至1950年代期間，陸續被併入和歌山市，使得和歌山市的規模逐漸擴大至現在的規模。
但隨著大阪都市圈都市蔓延產生吸管效應現象，自1980年代後半期開始，人口呈逐漸下滑的趨勢。

### 變遷表
| 1889年4月1日 | 1889年 - 1912年                    | 1912年 - 1944年                | 1912年 - 1944年           | 1945年 - 1954年                 | 1955年 - 1989年            | 1989年 - 現在             | 現在                      |
| ------------ | ---------------------------------- | ------------------------------ | ------------------------- | ------------------------------- | -------------------------- | ------------------------- | ------------------------- |
| 和歌山市     | 和歌山市                           | 和歌山市                       | 和歌山市                  | 和歌山市                        | 和歌山市                   | 和歌山市                  | 和歌山市                  |
| 雜賀村       | 雜賀村                             | 1927年4月1日 併入和歌山市      | 和歌山市                  | 和歌山市                        | 和歌山市                   | 和歌山市                  | 和歌山市                  |
| 宮村         | 宮村                               | 1927年11月1日 併入和歌山市     | 和歌山市                  | 和歌山市                        | 和歌山市                   | 和歌山市                  | 和歌山市                  |
| 鳴神村       | 鳴神村                             | 1933年6月1日 併入和歌山市      | 和歌山市                  | 和歌山市                        | 和歌山市                   | 和歌山市                  | 和歌山市                  |
| 岡町村       |                                    | 1933年6月1日 併入和歌山市      | 和歌山市                  | 和歌山市                        | 和歌山市                   | 和歌山市                  | 和歌山市                  |
| 中之島村     |                                    | 1933年6月1日 併入和歌山市      | 和歌山市                  | 和歌山市                        | 和歌山市                   | 和歌山市                  | 和歌山市                  |
| 宮前村       |                                    | 1933年6月1日 併入和歌山市      | 和歌山市                  | 和歌山市                        | 和歌山市                   | 和歌山市                  | 和歌山市                  |
| 四箇鄉村     |                                    | 1933年6月1日 併入和歌山市      | 和歌山市                  | 和歌山市                        | 和歌山市                   | 和歌山市                  | 和歌山市                  |
| 和歌村       | 1899年3月16日 改制並改名為和歌浦町 | 1933年6月1日 併入和歌山市      | 和歌山市                  | 和歌山市                        | 和歌山市                   | 和歌山市                  | 和歌山市                  |
| 雜賀崎村     |                                    | 1933年6月1日 併入和歌山市      | 和歌山市                  | 和歌山市                        | 和歌山市                   | 和歌山市                  | 和歌山市                  |
| 野崎村       | 野崎村                             | 野崎村                         | 1940年2月1日 併入和歌山市 | 和歌山市                        | 和歌山市                   | 和歌山市                  | 和歌山市                  |
| 三田村       |                                    |                                | 1940年2月1日 併入和歌山市 | 和歌山市                        | 和歌山市                   | 和歌山市                  | 和歌山市                  |
| 湊村         |                                    |                                | 1940年2月1日 併入和歌山市 | 和歌山市                        | 和歌山市                   | 和歌山市                  | 和歌山市                  |
| 紀三井寺村   | 紀三井寺村                         | 1935年2月11日 改制為紀三井寺町 | 1940年4月1日 併入和歌山市 | 和歌山市                        | 和歌山市                   | 和歌山市                  | 和歌山市                  |
| 楠見村       | 楠見村                             | 楠見村                         | 1942年7月1日 併入和歌山市 | 和歌山市                        | 和歌山市                   | 和歌山市                  | 和歌山市                  |
| 松江村       |                                    |                                | 1942年7月1日 併入和歌山市 | 和歌山市                        | 和歌山市                   | 和歌山市                  | 和歌山市                  |
| 貴志村       |                                    |                                | 1942年7月1日 併入和歌山市 | 和歌山市                        | 和歌山市                   | 和歌山市                  | 和歌山市                  |
| 木之本村     |                                    |                                | 1942年7月1日 併入和歌山市 | 和歌山市                        | 和歌山市                   | 和歌山市                  | 和歌山市                  |
| 岡崎村       | 岡崎村                             | 岡崎村                         | 岡崎村                    | 岡崎村                          | 1955年1月1日 併入和歌山市  | 和歌山市                  | 和歌山市                  |
| 西和佐村     |                                    |                                |                           |                                 | 1955年1月1日 併入和歌山市  | 和歌山市                  | 和歌山市                  |
| 和佐村       | 和佐村                             | 和佐村                         | 和佐村                    | 和佐村                          | 1956年9月1日 併入和歌山市  | 和歌山市                  | 和歌山市                  |
| 安原村       |                                    |                                |                           |                                 | 1956年9月1日 併入和歌山市  | 和歌山市                  | 和歌山市                  |
| 西山東村     |                                    |                                |                           |                                 | 1956年9月1日 併入和歌山市  | 和歌山市                  | 和歌山市                  |
| 東山東村     |                                    |                                |                           |                                 | 1956年9月1日 併入和歌山市  | 和歌山市                  | 和歌山市                  |
| 西脇野村     | 西脇野村                           | 西脇野村                       | 西脇野村                  | 1954年1月1日 改制並改名為西脇町 | 1956年9月1日 併入和歌山市  | 和歌山市                  | 和歌山市                  |
| 直川村       | 直川村                             | 直川村                         | 直川村                    | 直川村                          | 1958年4月1日 併入和歌山市  | 和歌山市                  | 和歌山市                  |
| 川永村       |                                    |                                |                           |                                 | 1958年4月1日 併入和歌山市  | 和歌山市                  | 和歌山市                  |
| 有功村       |                                    |                                |                           |                                 | 1958年4月1日 併入和歌山市  | 和歌山市                  | 和歌山市                  |
| 加太村       | 1899年4月1日 改制為加太町          | 1899年4月1日 改制為加太町      | 1899年4月1日 改制為加太町 | 1899年4月1日 改制為加太町       | 1958年7月1日 併入和歌山市  | 和歌山市                  | 和歌山市                  |
| 山口村       | 山口村                             | 山口村                         | 山口村                    | 山口村                          | 1959年1月1日 併入和歌山市  | 和歌山市                  | 和歌山市                  |
| 紀伊村       | 紀伊村                             | 紀伊村                         | 紀伊村                    | 紀伊村                          | 1959年4月1日 併入和歌山市  | 和歌山市                  | 和歌山市                  |
| 小倉村       | 小倉村                             | 小倉村                         | 小倉村                    | 小倉村                          | 1958年4月1日 併入和歌山市  | 和歌山市                  | 和歌山市                  |
| 小倉村       | 小倉村                             | 小倉村                         | 小倉村                    | 小倉村                          | 1956年9月30日 合併為岩出町 | 2006年4月1日 改制為岩出市 | 2006年4月1日 改制為岩出市 |

## 交通

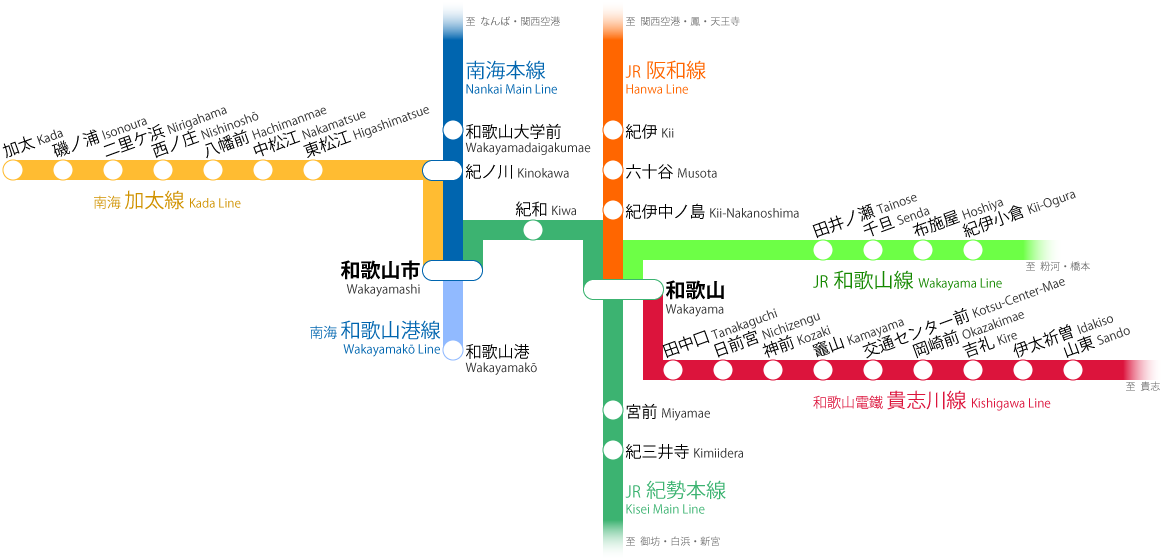
和歌山市區內的鐵路路網圖

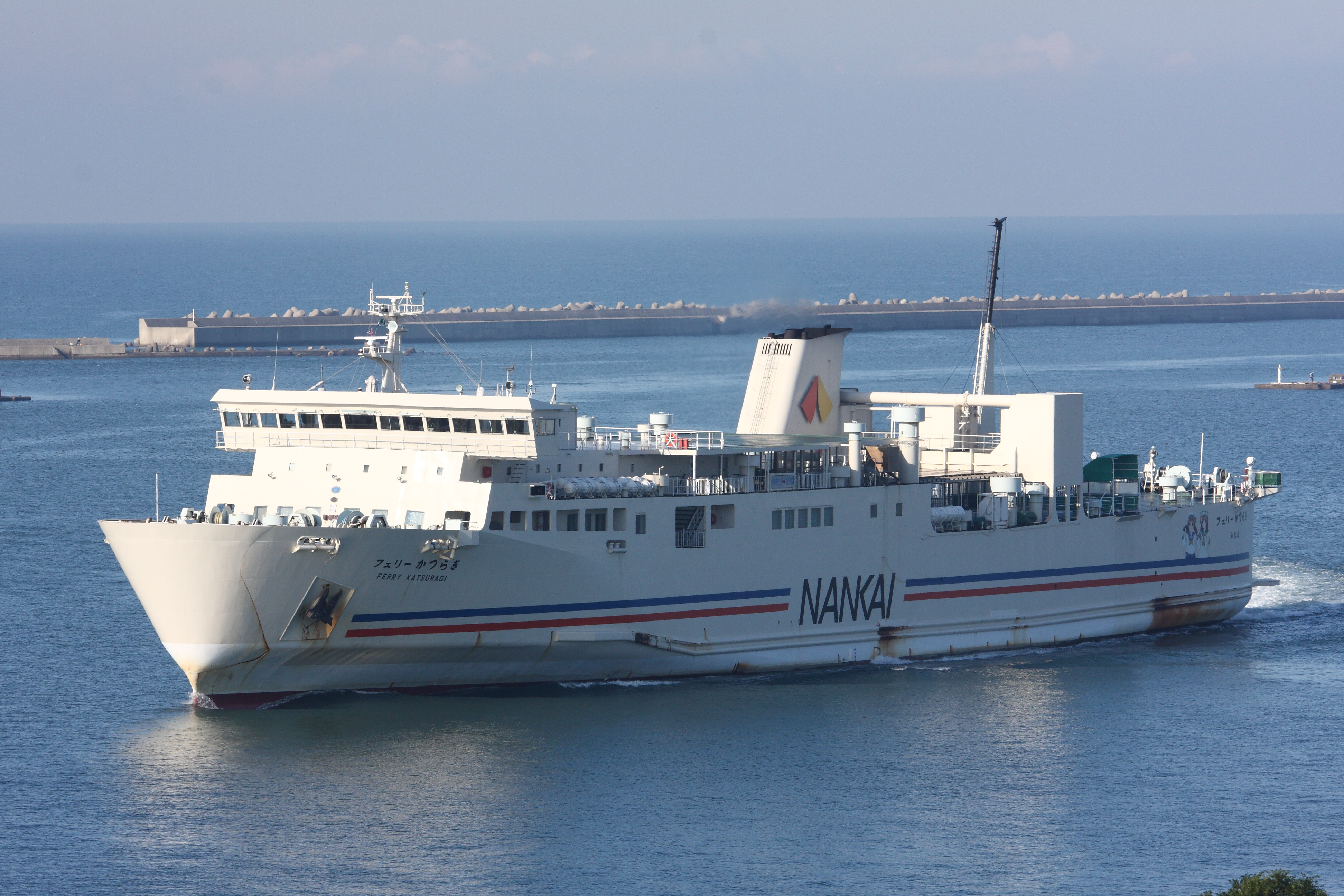
在和歌山港內行駛中的南海渡輪

和歌山市內有兩個主要車站，包括西日本旅客鐵道的和歌山車站和南海電氣鐵道的和歌山市車站，兩個車站往北可以經由阪和線或南海本線至大阪市市區，而和歌山車站往東經和歌山線可以通往沿著紀之川進入奈良縣，往南經紀勢本線可以通往和歌山縣內其他沿海地區，甚至繼續接往三重縣。
在市區內，也有和歌山電鐵貴志川線、南海電氣鐵道加太線、和歌山港線等短途的鐵道路線，其中和歌山港線還可接駁至南海電器鐵道旗下南海渡輪的南海四國航線前往德島市。
過去在市區內還曾有有軌電車和歌山軌道線，但已在1971年停止營運。
高速公路則有阪和自動車道可往北進入大阪府，並接入近畿自動車道，往南同樣是沿著海岸線可前往和歌山縣內沿海區域；京奈和自動車道則可往東經過奈良縣，再轉往北通往京都市。
此外在1990年起，有多個民間團體在推動紀淡連絡道路，希望從和歌山市網溪興建跨越紀淡海峽的道路，可拉近和歌山與四國地區、兵庫縣的交通時程，但政府方面目前為止仍未有明確的規劃。
客運方面則主要由和歌山巴士、和歌山巴士那賀及有田鐵道三家業者所經營。

### 鐵路
- 西日本旅客鐵道

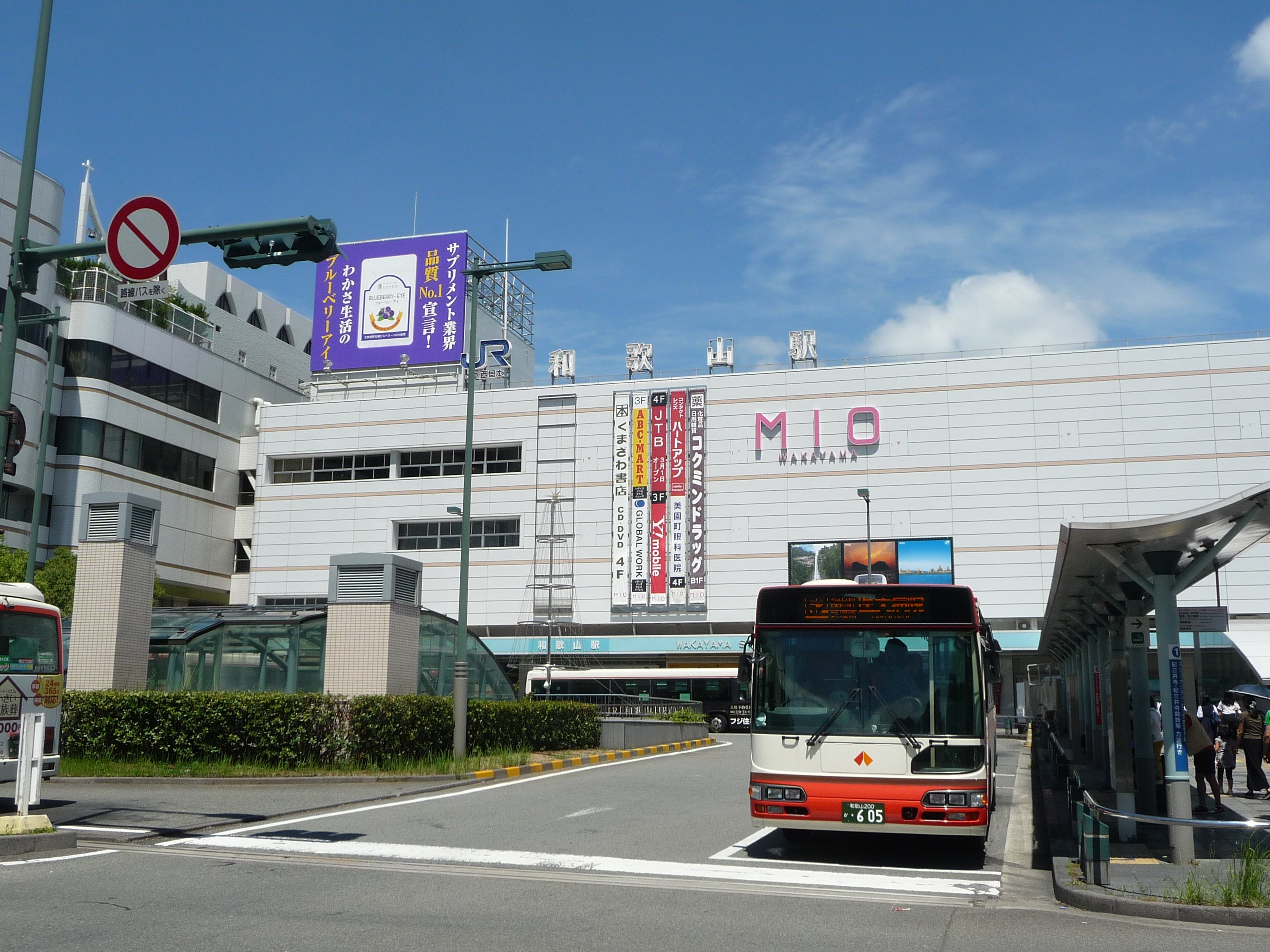
和歌山車站

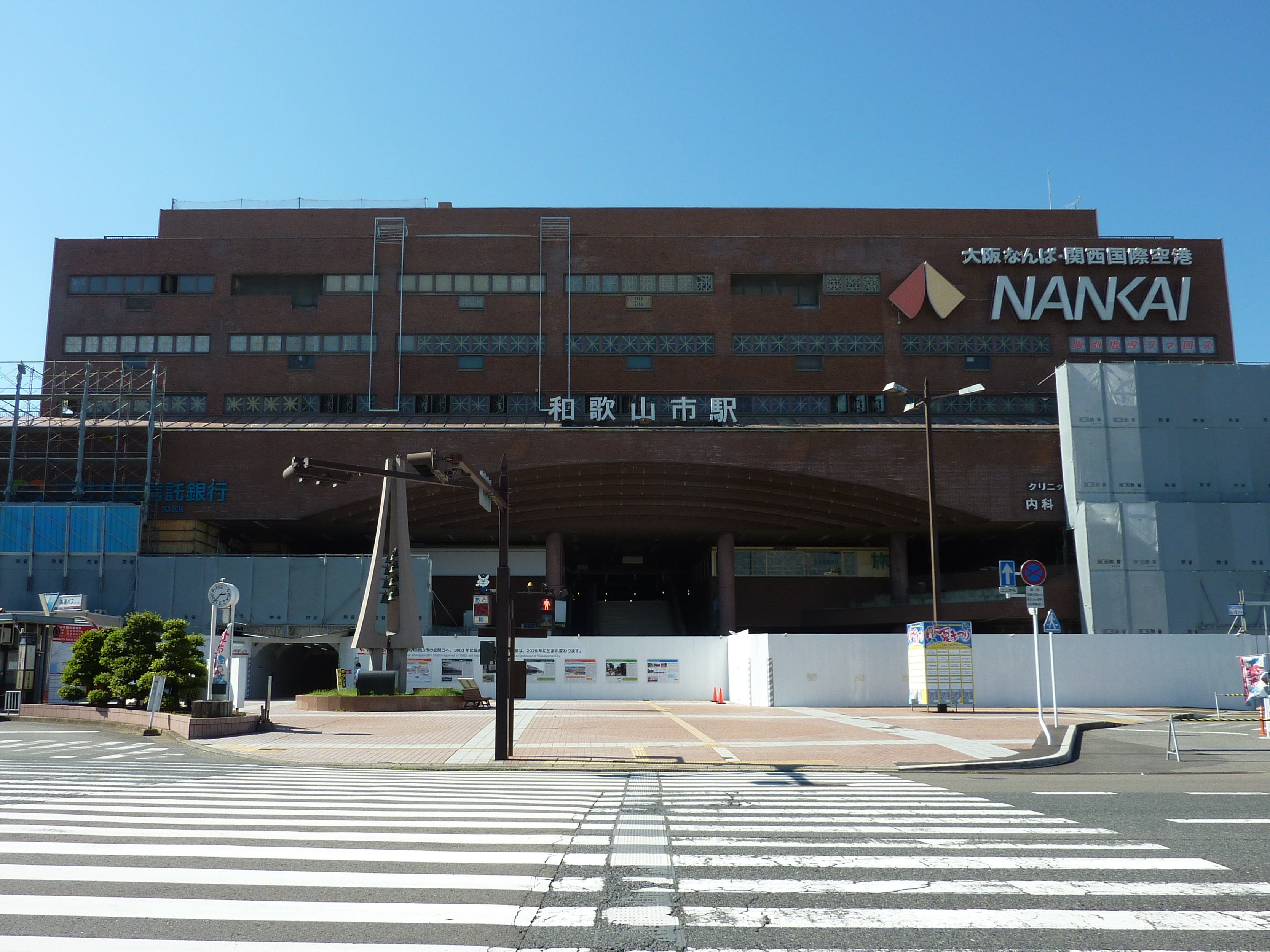
2017年的和歌山市車站，現已被拆除改建中

  - 阪和線：（←阪南市） - 紀伊車站 - 六十谷車站 - 紀伊中之島車站 - 和歌山車站
  - 紀勢本線：（←海南市） - 紀三井寺車站 - 宮前車站 - 和歌山車站 - 紀和車站 - 和歌山市車站
  - 和歌山線：（←岩出市） - 紀伊小倉車站 - 布施屋車站 - 千旦車站 - 田井之瀨車站 - 和歌山車站
- 和歌山電鐵
  - 貴志川線：和歌山車站 - 田中口車站 - 日前宮車站 - 神前車站 - 竈山車站 - 交通中心前車站 - 岡崎前車站 - 吉禮車站 - 伊太祈曾車站 - 山東車站 - （紀之川市）
- 南海電氣鐵道
  - 南海本線：（←岬町） - 和歌山大學前車站 - 紀之川車站 - 和歌山市車站
  - 加太線：紀之川車站 - 東松江車站 - 中松江車站 - 八幡前車站 - 西之庄車站 - 二里濱車站 - 磯之浦車站 - 加太車站
  - 和歌山港線：和歌山市車站 - 和歌山港車站

### 公路
高速公路
- 阪和自動車道：（阪南市） - 和歌山系統交流道（日语：和歌山ジャンクション）（松原方向） - 紀之川服務區 - 和歌山系統交流道（田邊方向） - 和歌山北交流道 - 和歌山交流道 - 和歌山南智慧交流道（日语：和歌山南スマートインターチェンジ） - （海南市）
- 京奈和自動車道：（岩出市） - 和歌山系統交流道

## 觀光資源
和歌山市最主要的歷史觀光景點為德川吉宗所建立的紀州德川家相關歷史景點，包括和歌山城、西之丸庭園、養翠園；此外在市區西南部沿海區域的和歌浦也有雜賀崎和番所庭園。

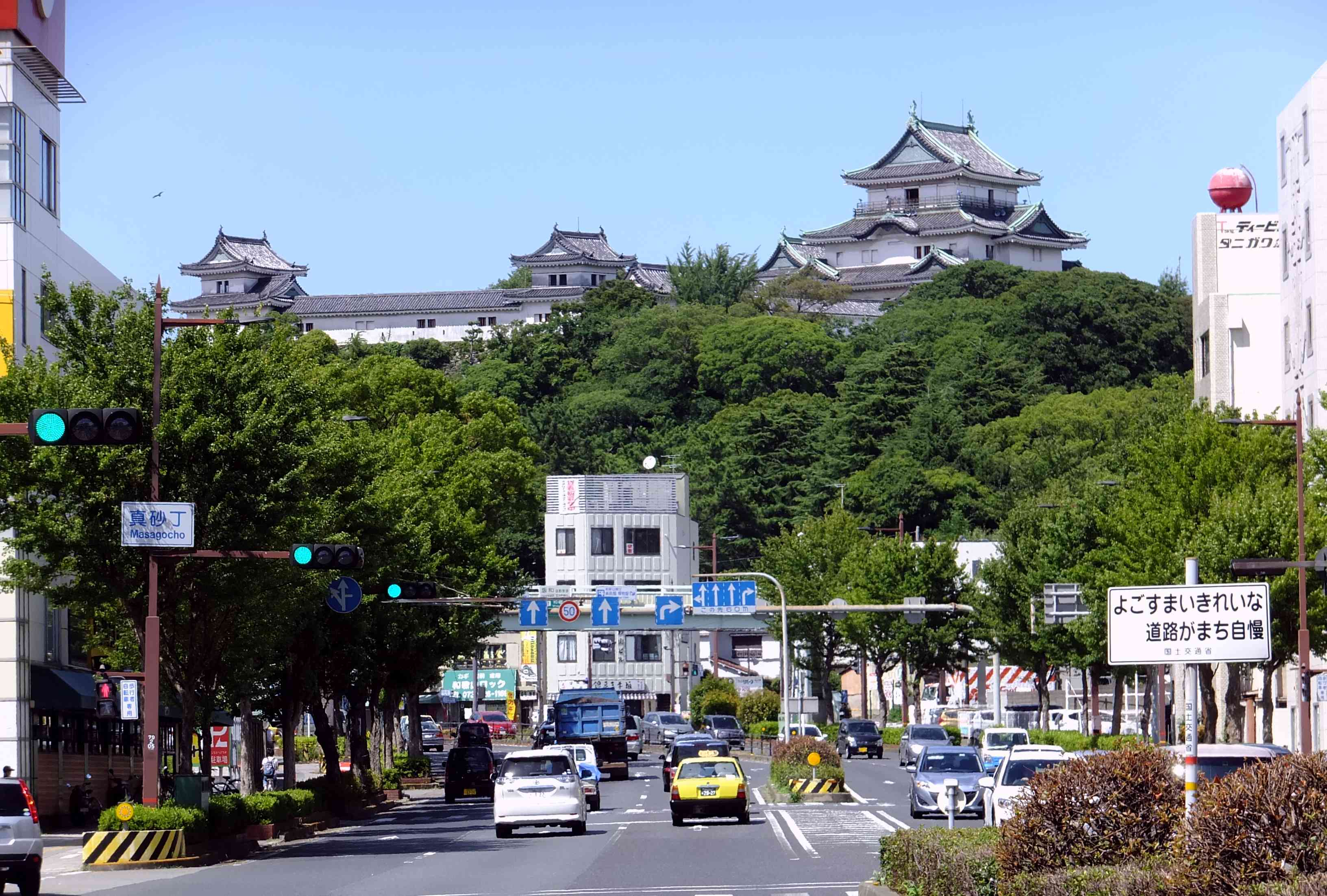
在和歌山市區看到的和歌山城
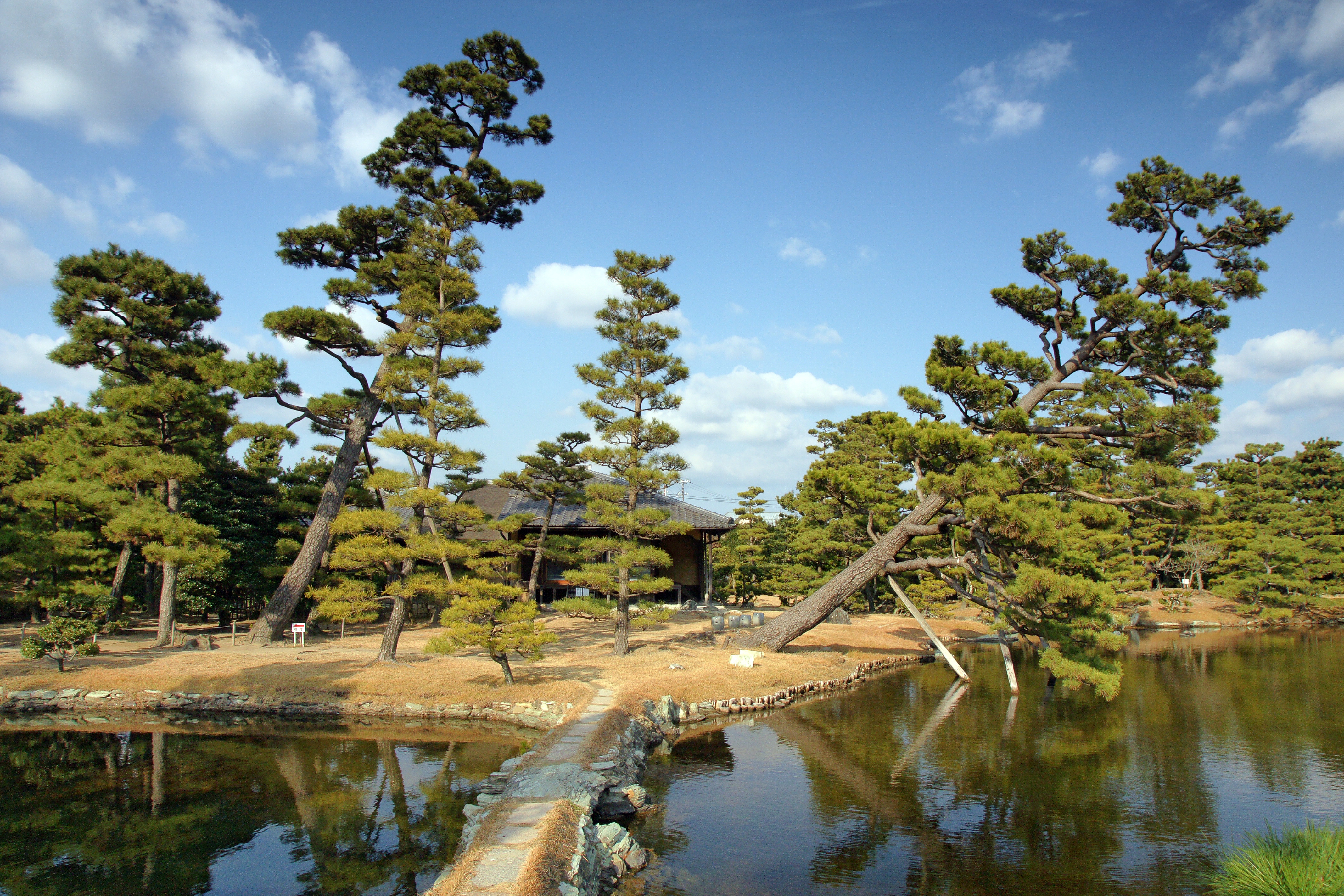
養翠園
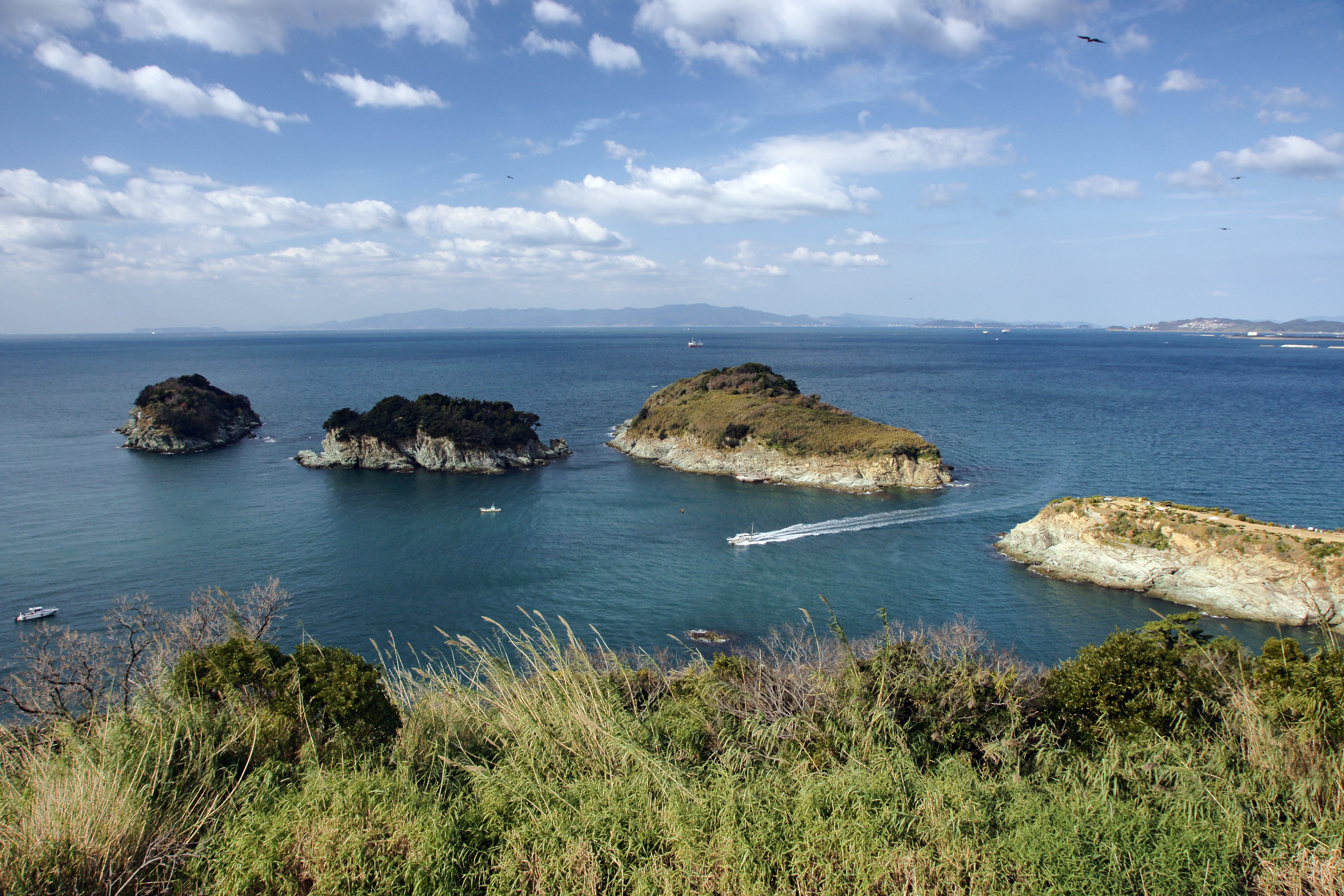
從和歌浦的雑賀崎眺望海景
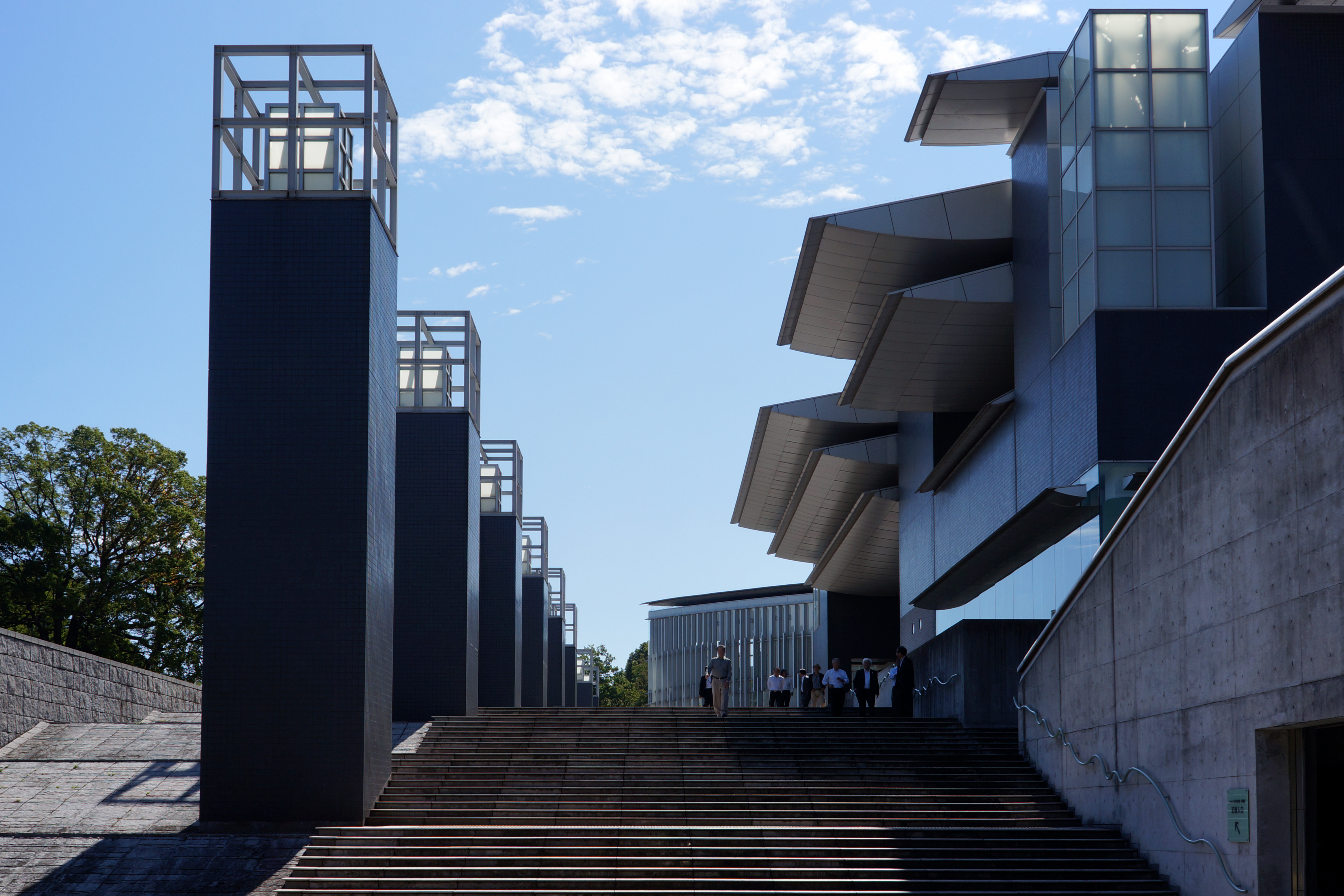
和歌山縣立近代美術館
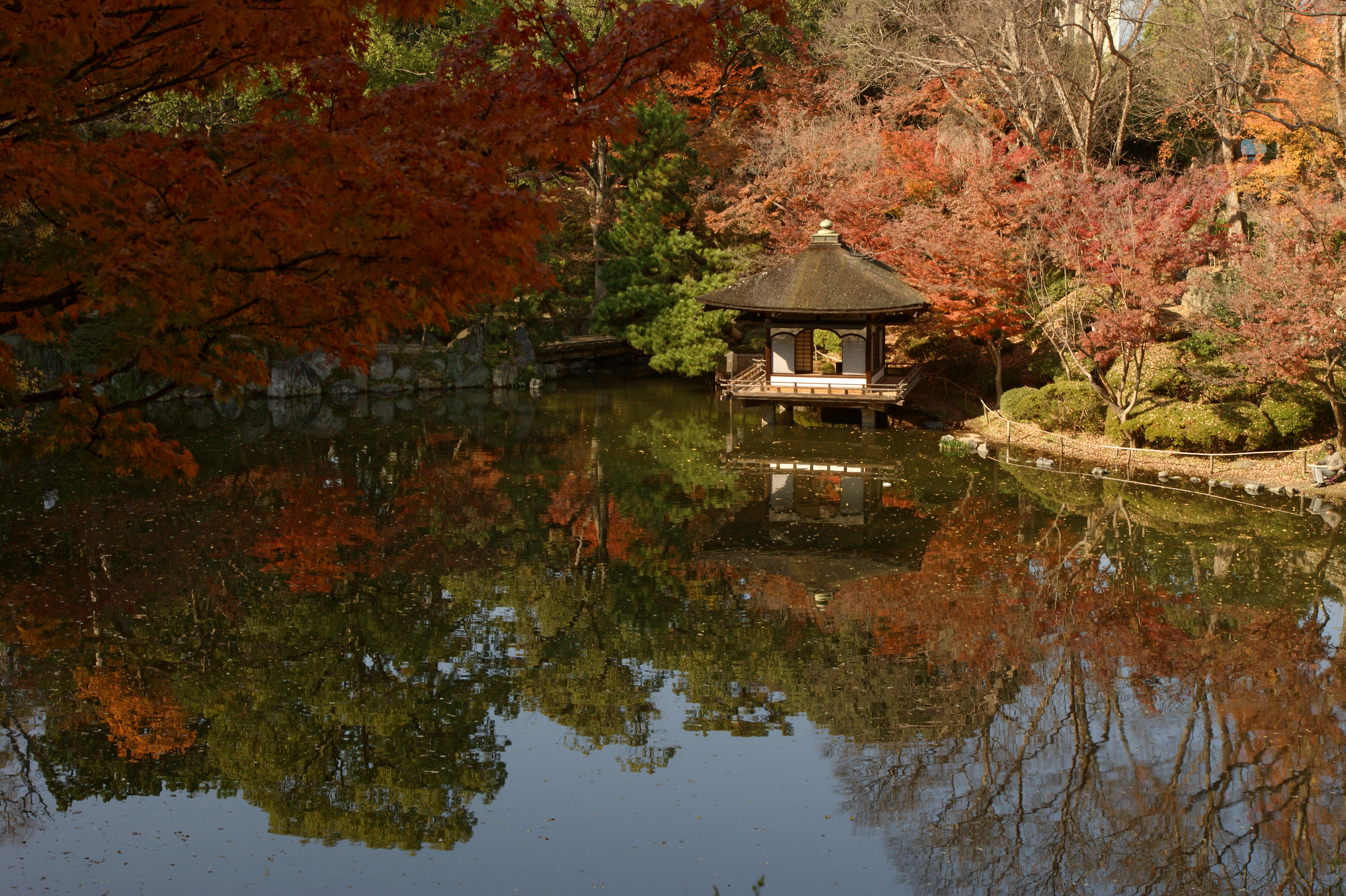
和歌山城西之丸庭園紅葉狩
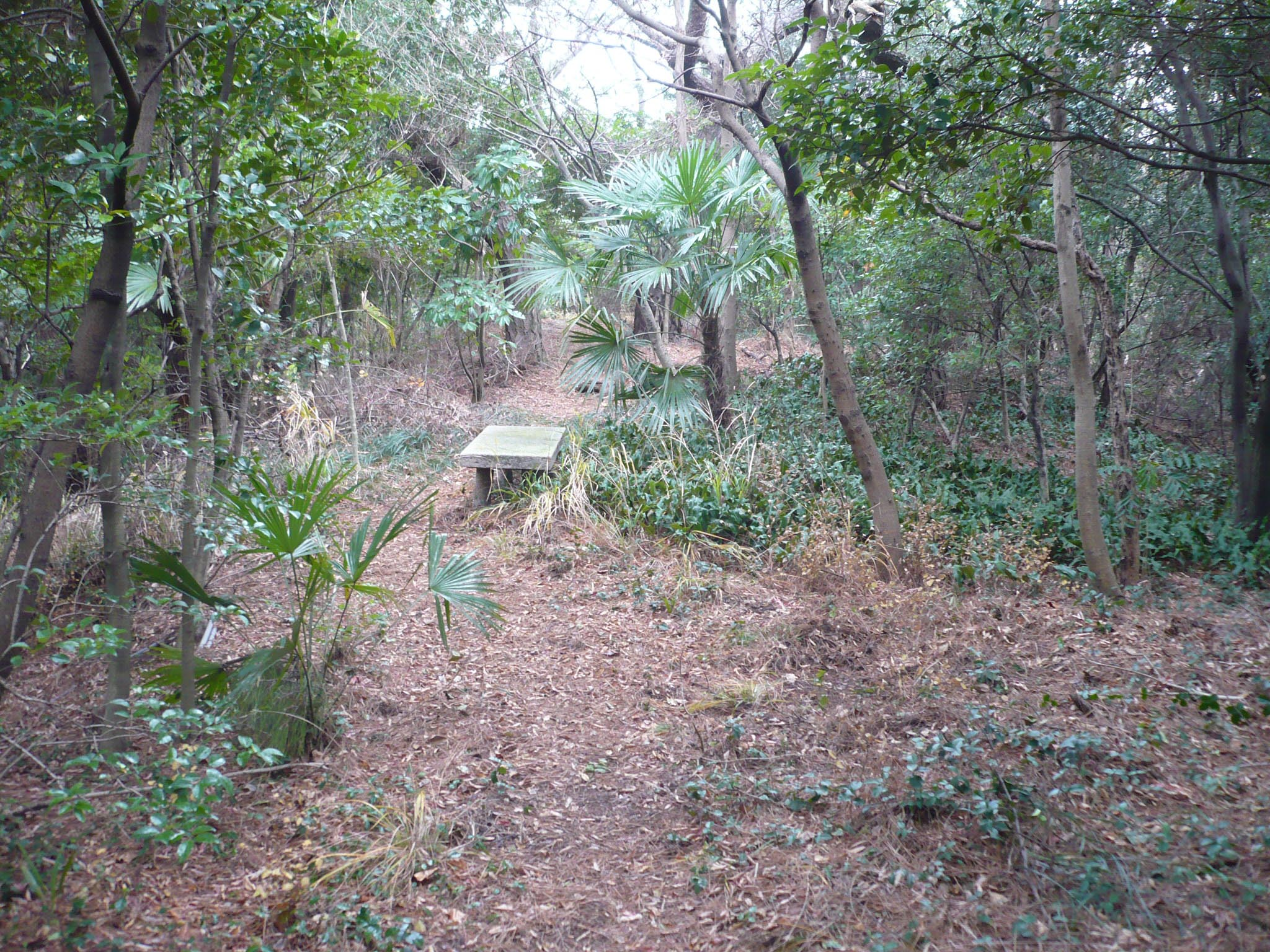
雜賀城
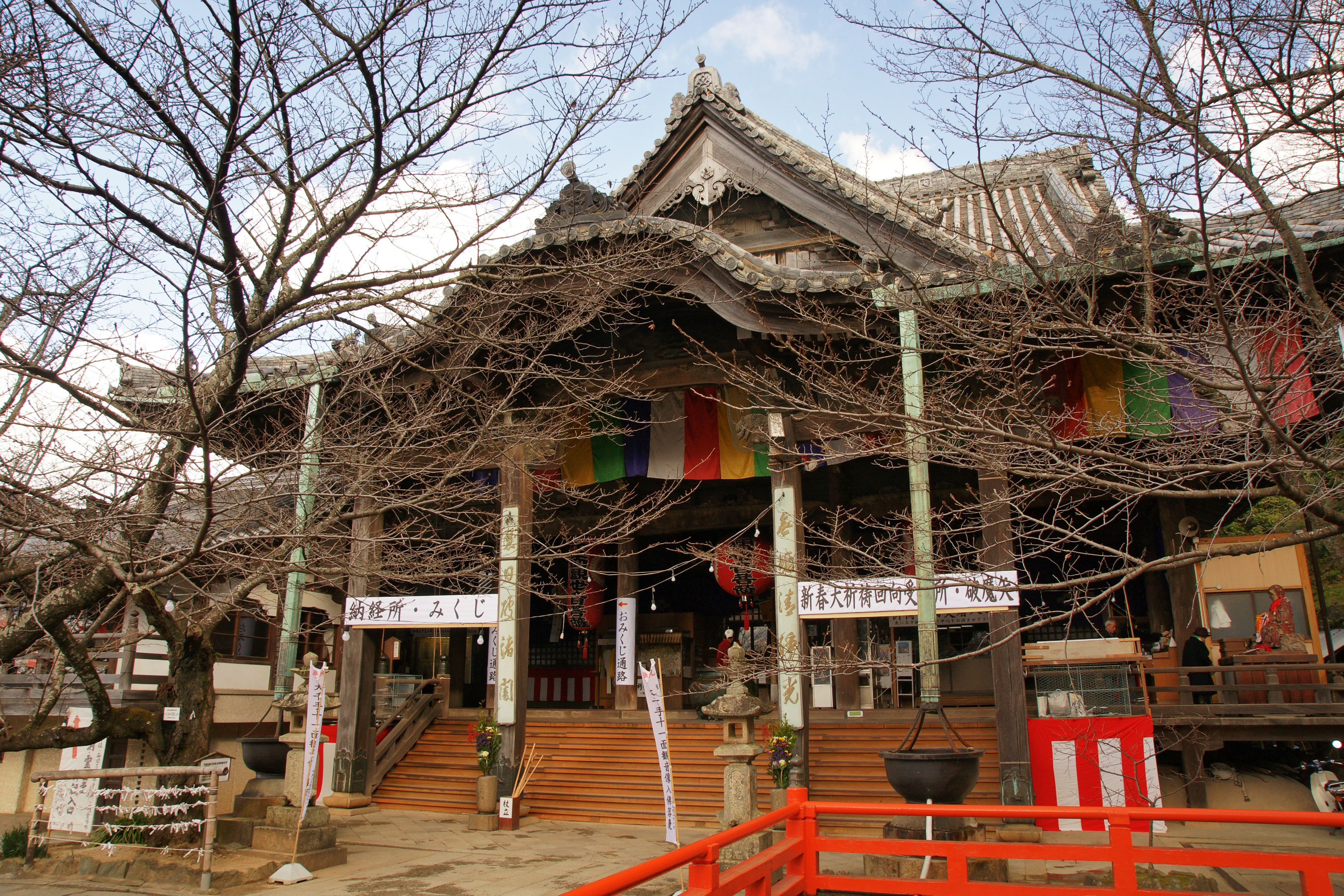
紀三井寺
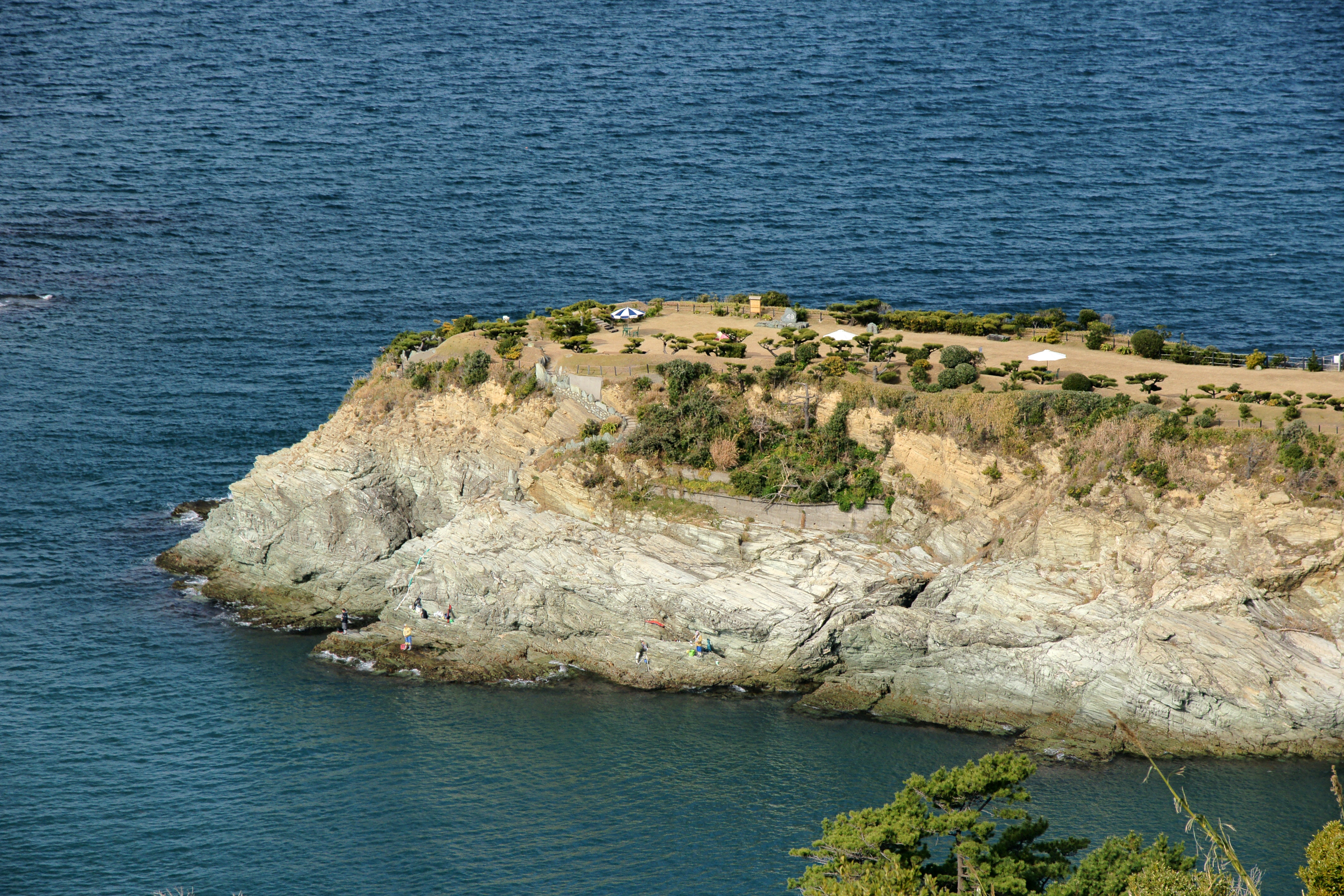
番所庭園
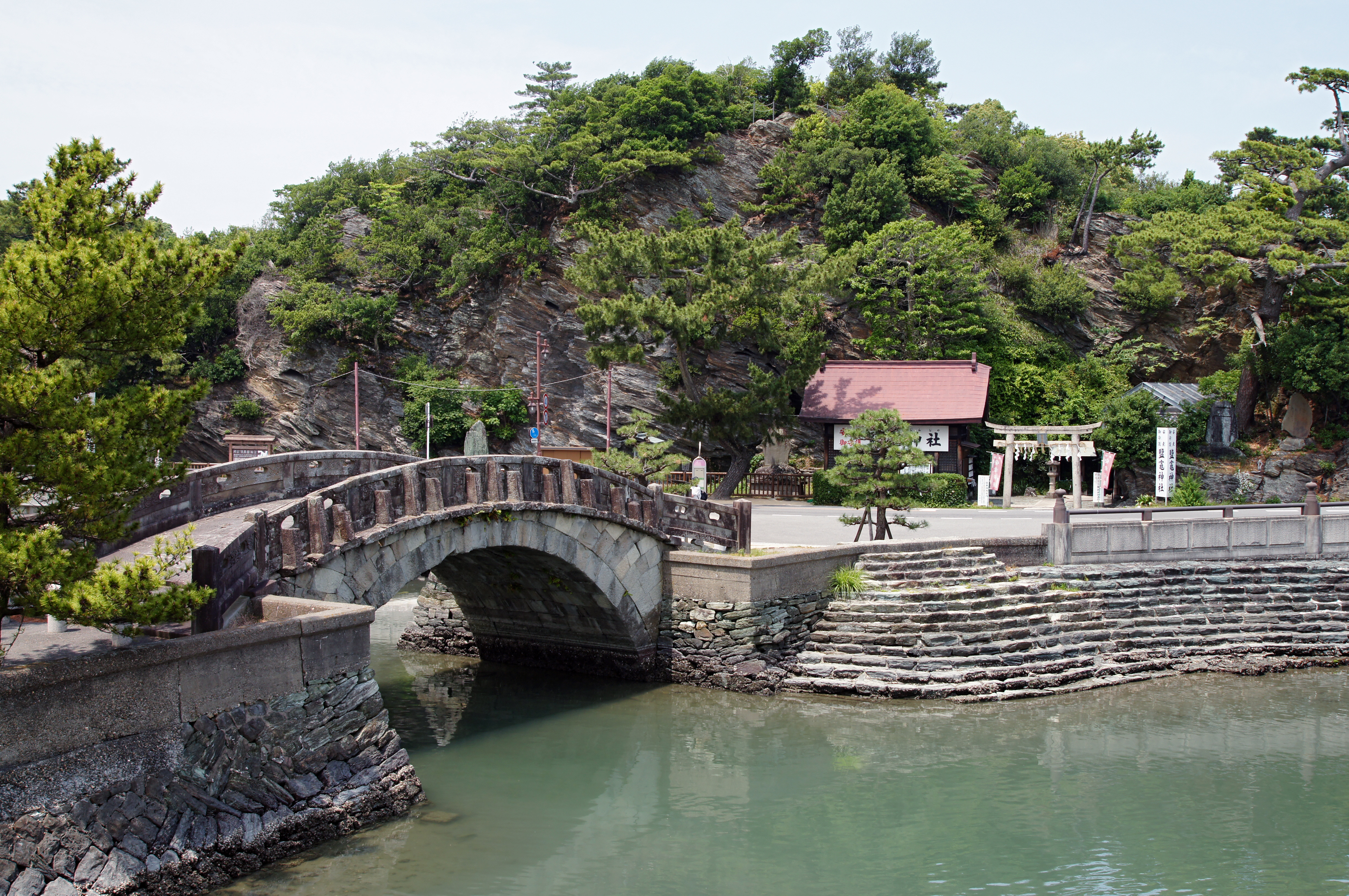
和歌浦
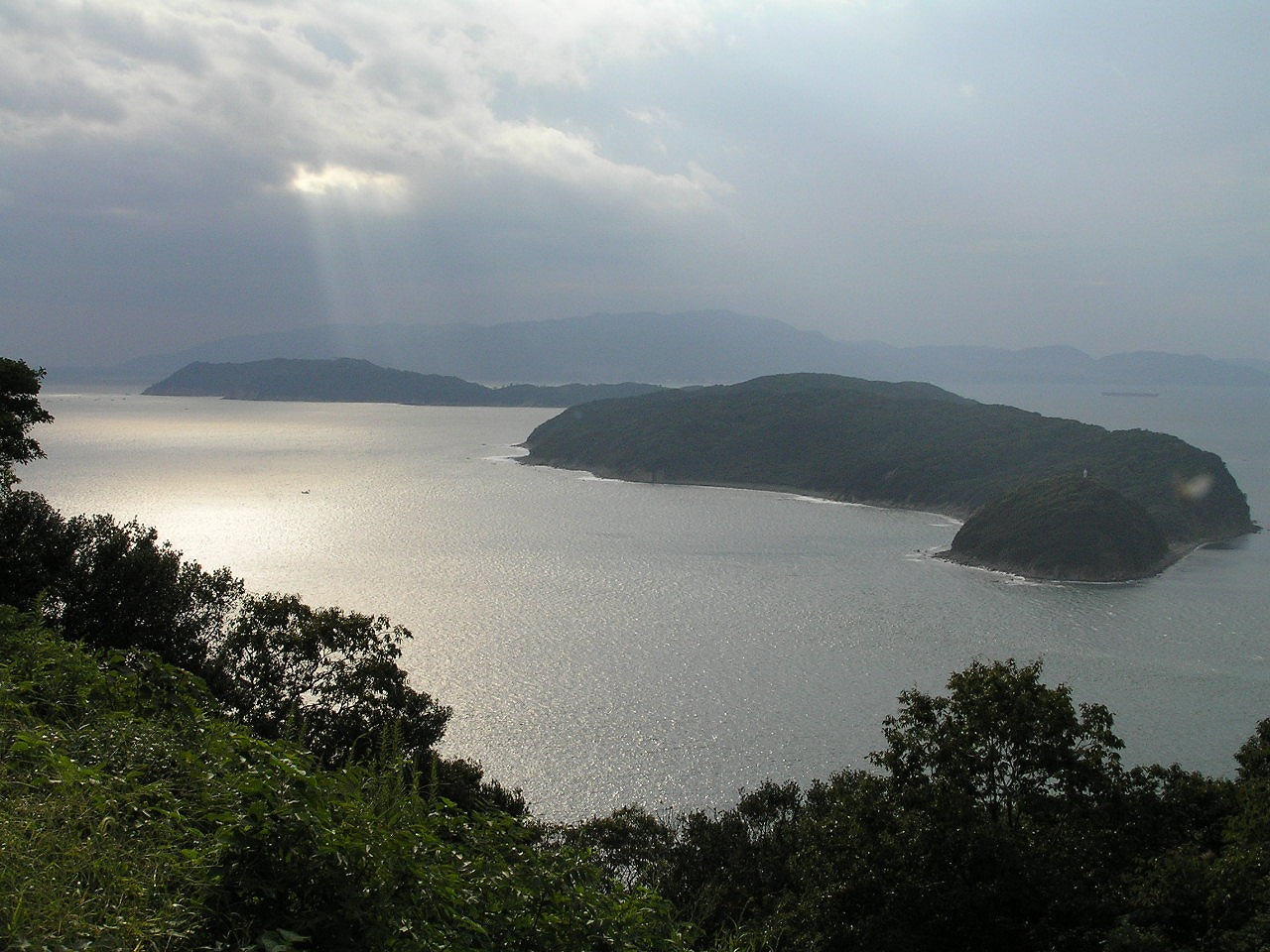
友ヶ島
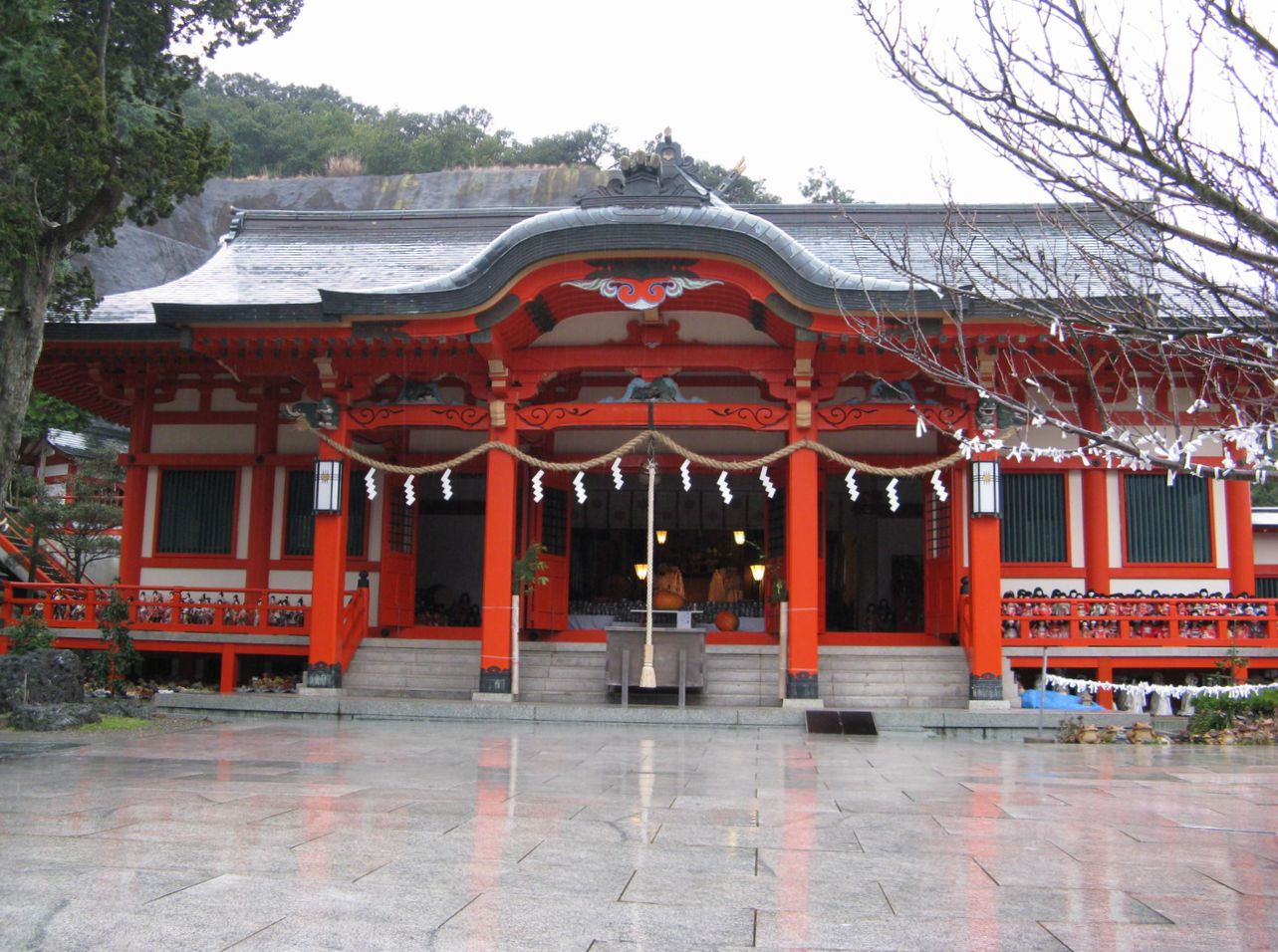
淡嶋神社
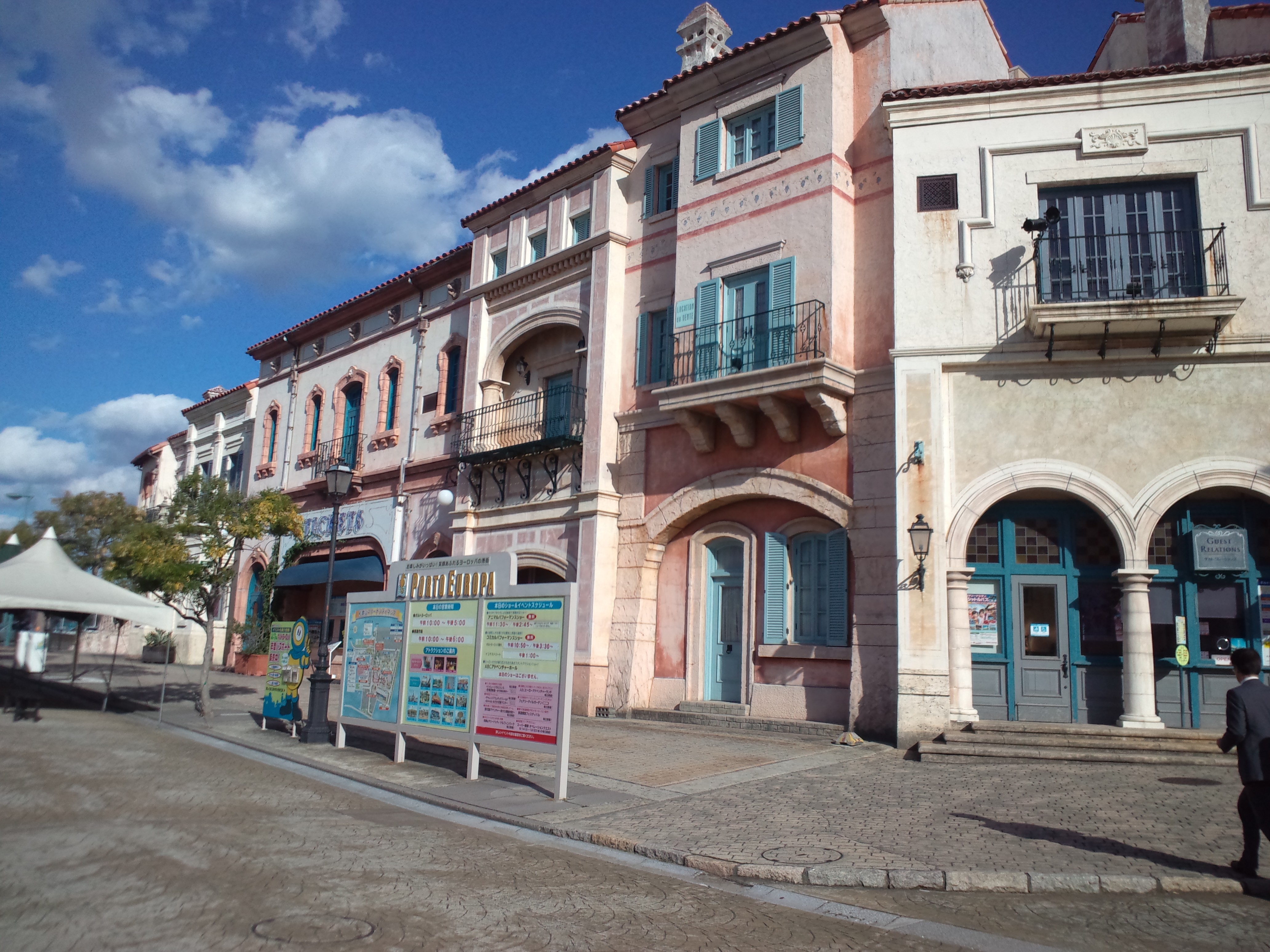
和歌山濱海城
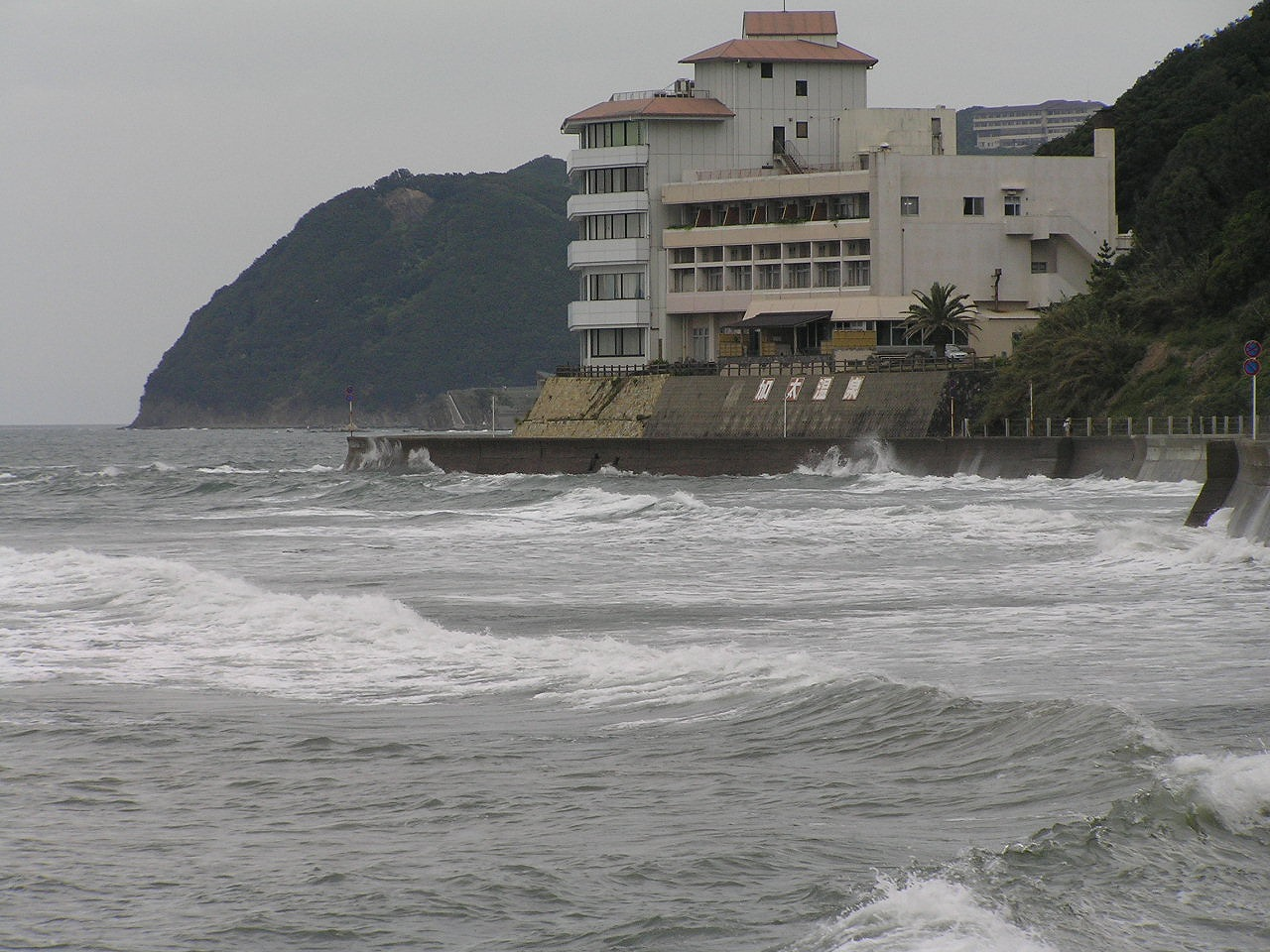
加太淡嶋溫泉

## 教育

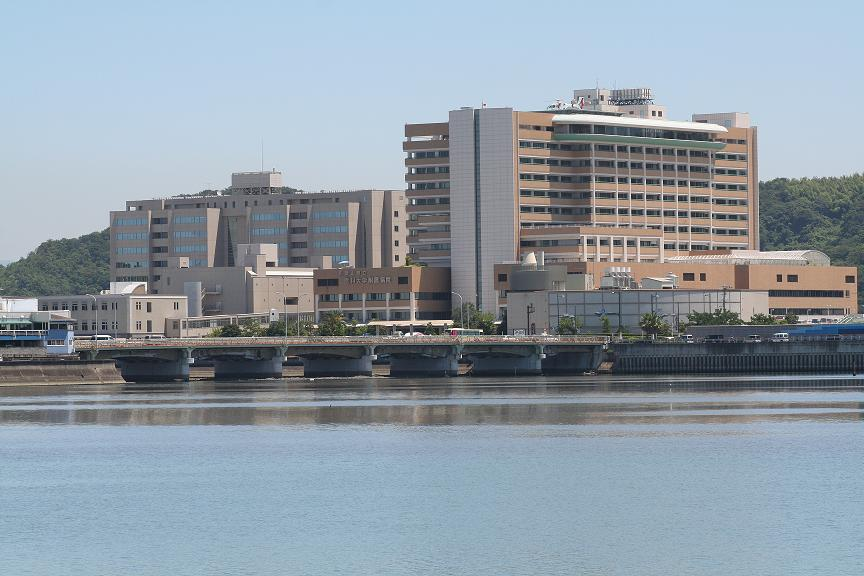
和歌山縣立醫科大學

和歌山市內的大學原本僅有國立的和歌山大學和縣立的和歌山縣立醫科大學；近年來和歌山市政府積極利用遭整併的公立中小學閒置校地，招募私立大學在和歌山市設校，2019年已有新設立的和歌山信愛大學，東京醫療保健大學也已規劃於2020年設立日赤和歌山醫療中心校區。

## 姊妹、友好城市

### 海外
- 贝克斯菲尔德（美國加州克恩县）
- 列治文（加拿大不列颠哥伦比亚省大溫哥華）
- 濟南市（中國山東省）
- 濟州市（韓國濟州特別自治道）

## 當地出身名人
- 松下幸之助：松下电器创始人
- 陆奥宗光：政治家，曾任外务大臣
- 胡美芳：中国人女歌手，父母是海外华人，她出生在这里
- 玉置成實：日本女歌手
- hyde：彩虹乐队主唱
- 山本瑠香：女子偶像團體AKB48 Team8成員
- 大河內美紗：已解散的女子偶像團體SDN48成員

## 外部連結
- （繁體中文） 和歌山市觀光協會（页面存档备份，存于）
- （简体中文） 和歌山市觀光協會（页面存档备份，存于）
- （日語） 和歌山市政府的Facebook專頁
- （日語） 和歌山市政府的X（前Twitter）
- （日語） YouTube上的和歌山市官方頻道頻道
- （日語） 維客旅行上的和歌山市（页面存档备份，存于）
- OpenStreetMap上有關和歌山市的地理